# Lombardija
Lombardíja (v italijanskem izvirniku Lombardia), je ena od dvajsetih dežel, ki sestavljajo Italijo. Je najbolj poseljena med njimi, saj ima kar okoli 10 milijonov prebivalcev. Na severu meji s Švico, na zahodu z deželo Piemont, na jugu z Emilijo - Romanjo in na vzhodu z Benečijo ter Trentino - Alto Adige. Deli se na dvanajst pokrajin: Bergamo (244 občin), Brescia (206 občin), Como (162 občin), Cremona (115 občin), Lecco (90 občin), Lodi (61 občin), Mantova (70 občin), Milano (189 občin), Monza in Brianza (od leta 2009) (50 občin), Pavia (190 občin), Sondrio (78 občin), Varese (141 občin).

## Zemljepisna lega
Ozemlje je nižinsko (47 %) in gorato (41 %), v manjši meri (12 %) tudi gričevnato. Morfološko je razdeljena na štiri ločena področja: visokogorsko (Alpe), višinsko (Predalpe in gričevje), visokoravninsko in nizkoravninsko ob reki Pad. V Alpah so na italijanski strani skupina Adamello (3539 m), Piz Bernina (Pizzo Zupò (3996 m), Ortler (Cevedale 3764 m, ledenik Forni 12 km²) in druge. Predalpe, ki dosežejo malo čez 2500 m, so po večini nastale z geološkimi sedimentacijami, kar je dovolilo nastanek globokih ledeniških dolin, po katerih potekajo večje reke (Pad, Adda, Oglio, Mincio, Ticino). Ob vznožju Alp in Predalp ležijo velika jezera (Garda 370 km², jezero Maggiore 212 km², Komsko jezero 146 km², jezero Iseo 65 km²), pa tudi več manjših (Ceresio, Eridio, Annone, Varese).
Kot vsa severna Padska nižina sploh, se ravninski predeli Lombardije ločijo na visoko in nizko ravnino (alta in bassa pianura), in sicer glede na nadmorsko višino, ki opredeljuje dve popolnoma različni ozemlji. Višji predeli so aluvialnega (naplavinskega) značaja in torej močno prepustni: padavine pronicajo globoko v teren do neprepustnih glinastih plasti, ki sestavljajo dno Padske nižine in nizko ravnino ob reki. Na stičišču obeh, podzemni tokovi pridejo na plano kot kraški izviri in zaradi majhnega padca ustvarjajo mokrišča in posebno rodovitna zemljišča. Onstran Pada se nizka ravnina dvigne naravnost v prve obronke Apeninov.

## Podnebje
Podnebje je v glavnem celinsko, z občutnimi odstopanji glede na lokalne geografske lastnosti ozemlja. V nizki Padski nižini, kjer je obilo vode, je pogosta megla. Zimske temperature lahko padejo tudi pod -10 °C, poletja pa so soparna, s temperaturami nad 30 °C in preko 90 % vlage. V Predalpah je podnebje zmerno hladno in pozimi rado sneži. Posebno ugodno je podnebje okoli jezer, kjer je skoraj sredozemsko, z milimi zimami in sicer toplimi, a ne vlažnimi poletji. Ti ugodni klimatski pogoji dovoljujejo celo, da na primer ob Gardskem jezeru gojijo oljke in agrume.
Nasprotno vplivajo negativno na podnebne razmere veliki mestni agregati, v katerih je zaradi industrializacije in visoke gostote prebivalstva onesnaženje zraka zelo visoko. Temperatura je v mestih povprečno za 2 °C višja kot v bližnji mestni okolici, a negativni vpliv velemest sega na splošno široko naokoli. Po podatkih ESA (European Space Agency) je Padska nižina na četrtem mestu v seznamu svetovno najbolj onesnaženih področij, skupno s področjem Beneluks - Porurje.

## Zgodovina
Prvi znaki človeškega bivanja v teh krajih segajo daleč v prazgodovino, v mezolitik. O tem pričajo velika najdišča petroglifov (prazgodovinskih stenskih poslikav) nad jezerom Iseo, kjer so v prvih letih dvajsetega stoletja odkrili več kot 350.000 slik. Gre za bogate dokaze o bivanju plemena Kamunov v dolini Val Camonica (izg. Valkamònika) od prazgodovinskih časov do leta 16 pr. n. št., ko so deželo zasedli Rimljani. V preostali Padski nižini so bivali Kelti (Galci), ki so se podali proti Rimu leta 194 pr. n. št. Zaradi ugodne lege se je celotno področje že tedaj naglo razvijalo. Leta 313 je prav v Milanu cesar Konstantin I. Veliki razglasil Milanski edikt, s katerim je zagotavljal nevtralnost cesarstva v verskih zadevah. Po padcu cesarstva so si deželo lastili Ostrogoti in Bizantinci, dokler jih niso premagali leta 569 Langobardi. Ti so postavili svojo prestolnico v mesto Pavia in ostali na oblasti do leta 774, ko jih je na papežev poziv napadel in premagal frankovski kralj Karel Veliki. Ta je uvedel fevdalno ureditev dežele, ki je trajala dolgo v srednji vek. Med 12. in 14. stoletjem so se uveljavile sinjorije, od katerih sta bili najmočnejši družina Gonzaga v Mantovi in družina Sforza v Milanu. Ob koncu 15. stoletja je Lombardija spet prišla v tuje roke, najprej francoske, nato španske. Dežela je počasi propadala in obdobne epidemije kuge so stanje še slabšale. Skozi vse 18. stoletje so bili na oblasti Habsburžani, nato za dvajset let Napoleon, nato spet Avstrijci. A časi so se spreminjali: po hudih bojih se je leta 1859 Lombardija osamosvojila in se postopoma do leta 1861 priključila Kraljevini Italiji.

## Gospodarstvo
Z industrijsko revolucijo v 19.stoletju se je Lombardija uveljavila kot najbolj razvita italijanska dežela. Pozneje je bil tudi povojni pospešeni razvoj Italije 20. stoletja prav tako tukaj najbolj viden. Čeprav se ostale dežele severne Italije naglo približujejo lombardskim standardom, velja še vedno Lombardija za najbogatejšo italijansko deželo in med najbogatejšimi v svetovnem merilu. Eurostat jo glede na bruto dohodek postavlja na 22. mesto, to je pred države, kot so na primer Saudova Arabija, Norveška ali Republika Južna Afrika.
Gospodarski razvoj dežele je v glavnem odvisen od raznolikosti gospodarskih področij, saj so dobro zastopani tako kmetijstvo in živinoreja, kot razne vrste industrije in storitev. Današnja visoka razvojna stopnja izhaja seveda v veliki meri iz ugodnih pogojev za kmetijstvo, ki se je prvo poslužilo strojev in s tem podprlo industrijo. Ekonomsko blagostanje je potem omogočilo popolno bonifikacijo Padske nižine in nastanek edinstvenega sožitja med kmetijstvom in industrijo, ki je značilno za moderna gospodarstva. Poljedelski proizvodi so predvsem žita, povrtnine, sadje in vino, pa tudi krma za prehrano številnih glav goveda in prašičev. Industrija je razvita na vseh področjih: izstopa strojna, elektronska, tekstilna, kemična in petrokemična, farmacevtska, živilska, pa tudi industrija obutve, pohištva in tiska. Skoraj polovica lombardske industrije je strjena okoli Milana. Na področju uslug je treba omeniti finančno dejavnost, saj je Milanska borza med najvplivnejšimi v Evropi. Prav tako je važen Milanski velesejem, ki ima trenutno največje razstavišče v Evropi.
Omembe vreden v Lombardiji je vodni promet, čeprav dežela nima izhoda na morje. Ima pa odlično urejeno rečno in jezersko plovbo, ki s prekopi povezuje  pristanišča od Casale Monferrata (v Piemontu) skozi vso Padsko nižino do Benetk (v Benečiji).

## Prebivalstvo in jezik
V Lombardiji živi skoraj deset milijonov prebivalcev, kar je več kot 16 % vsega italijanskega prebivalstva, zato je dežela na prvem mestu v državi bodisi po številu prebivalcev, kot tudi po številu pokrajin in občin. Gostota je preko 400 ljudi na km², kar postavlja deželo na drugo mesto v državi za Kampanijo. Naseljenost je zelo neenakomerna. Približno 70 % vsega prebivalstva je strjenih v predalpskem pasu, ki ga pokrivajo pokrajine Varese, Como, Lecco, Milano in Bergamo, kjer si mestna območja sledijo praktično brez presledkov. Naseljenost se počasi krči proti nižavju, višinski svet pa je redko naseljen.
V prvih povojnih letih je število prebivalcev vse Lombardije komaj presegalo štiri milijone in je bila bilanca med rojenimi in umrlimi negativna. Porast prebivalstva, ki se je v zadnjih petdesetih letih več kot podvojilo, je treba pripisati predvsem imigraciji iz drugih italijanskih dežel.
Administrativna preureditev države predvideva ustanovitev nekaterih velemest (it. metropoli ali città metropolitane), od katerih bo največje Milano z okolico. Okolica teh mest, oziroma ozemlje, ki je gospodarsko, socialno in kulturno povezano z mestom, bi sestavljalo upravno makroregijo (area metropolitana) ločeno od pokrajin in z njimi enakopravno. Gre trenutno samo za predvidevanje in statistično načrtovanje, a iz slike je razvidno, da je govora o pomembnem delu države.
Pogovorni jezik Lombardije je lombardščina (ISO 639-3 lmo), ki je skupina galsko-italskih jezikov. Deli se na dve veji: zahodno lombardščino ali insubre (po keltskem plemenu Insubri) in vzhodno lombardščino ali orobiko (po keltskem plemenu Orobi); razmejitvena črta je reka Adda. Država ne priznava lombardščine kot jezika, toda govorci si zelo aktivno prizadevajo za njegovo vključitev med manjšinske jezike, kot predvideva Svet Evrope.
Po podatkih ISTAT je bilo 1. januarja 2007 število prebivalcev v pokrajinah Lombardije sledeče:
|                 | v pokrajini | v glavnem mestu |
| Bergamo         | 1.044.820   | 115.645         |
| Brescia         | 1.195.777   | 190.044         |
| Como            | 572.441     | 83.265          |
| Cremona         | 350.368     | 70.883          |
| Lecco           | 327.510     | 47.006          |
| Lodi            | 215.386     | 42.737          |
| Mantova         | 397.533     | 47.810          |
| Milano          | 3.884.481   | 1.303.437       |
| Monza e Brianza | v pripravi  | v pripravi      |
| Pavia           | 521.296     | 70.678          |
| Sondrio         | 180.429     | 21.978          |
| Varese          | 855.400     | 82.216          |

Pri tem je treba upoštevati, da je razdalja v kilometrih med nekaterimi od teh mest večkrat prav majhna, na primer (po cesti):
- Bergamo - Milano 46 km
- Milano - Lecco 52 km
- Lecco - Como 33 km
- Como - Varese 30 km

## Kultura
Lombardija je poleg gospodarske in industrijske moči bogata in raznolika s kulturno dediščino. Številni primeri segajo od prazgodovine do danes, preko rimskega obdobja in renesanse, zato jih lahko najdemo v muzejih in cerkvah, ki bogatijo mesta po vsej deželi. Med glavne turistične točke spadajo (po številu obiskovalcev [70]) zgodovinska, kulturna in umetniška mesta Milano (4.527.889), Bergamo (242.942), Brescia (229.710), Como (215.320), Varese ( 107.442), Mantova (88.902), Monza (75.839) in Gardsko jezero (429.376), Komsko jezero (322.585), jezero Iseo (123.337) in jezero Maggiore (71.055).

### Unescova svetovna dediščina
V Lombardiji je devet Unescovih spomenikov svetovne dediščine, ki se v celoti ali delno nahajajo v deželi. [71] Nekateri vključujejo več posameznih predmetov na različnih lokacijah. Eden od zapisov je naveden kot naravna dediščina, drugi pa so območja kulturne dediščine.
V kraju Monte San Giorgio, na meji s švicarskim kantonom Ticino, južno od Luganskega jezera, je bil najden širok spekter morskih triasnih fosilov. V obdobju triasa, pred približno 240 milijoni let, je bilo območje plitva tropska laguna. Med fosile spadajo plazilci, ribe in raki ter nekatere žuželke.
Dve lokaciji sta predzgodovinskega izvora. Skalne poslikave v Val Camonici segajo v obdobje med 8000 in 1000 pr. n. št. in zajemajo prazgodovinska obdobja od epipaleolitika / mezolitika do železne dobe. Na gravurah so upodobljeni zelo različne teme, vključno s kmečkimi in vojnimi prizori, poleg bolj abstraktnih simbolov.
Dediščino Prazgodovinska kolišča okoli Alp si deli več držav in vsebuje 111 posameznih likacij v Franciji, Švici, Italiji, Nemčiji, Avstriji in Sloveniji, od tega deset v Lombardiji. Vsaka od teh je sestavljena iz ostankov stavb, postavljenih na lesenih pilotih v subalpskih rekah, jezerih in mokriščih, zgrajenih med 5000 in 500 pr. n. št. Na splošno so se v naplavinskih usedlinah ohranili le potopljeni leseni deli, čeprav so ponekod kolišča obnavljali.
Druga podobna dediščina, Longobardi v Italiji, središča moči (568–774 n. št.), obsega sedem lokacij po celinski Italiji, ki ponazarjajo zgodovino langobardskega obdobja, ki je deželi dalo ime. Dve posamezni lokaciji sta v sodobni Lombardija: utrdbe (castrum in stolp Torba) in cerkev Santa Maria foris portas ('zunaj vrat') z bizantinskimi freskami v Castelsepriu in samostanski kompleks San Salvatore-Santa Giulia v Brescii. Na Unescovem seznamu v Brescii so tudi ostanki rimskega foruma, najbolje ohranjenega v severni Italiji. [72] [73
Cerkev in dominikanski samostan Santa Maria delle Grazie v Milanu z Zadnjo večerjo Leonarda da Vincija predstavljata arhitekturne in slikarske sloge renesančnega obdobja 15. stoletja. Mesti Mantova in Sabbioneta sta prav tako navedeni kot kombinirano območje svetovne dediščine, ki se nanaša na to obdobje in se tukaj osredotoča bolj na urbanistične vidike tistega časa kot na arhitekturne podrobnosti. Medtem ko je bila Mantova v 15. in 16. stoletju obnovljena po renesančnih načelih, je bila Sabbioneta v 16. stoletju načrtovana kot novo mesto.
Svete gore Piemonta in Lombardije so skupina devetih najdišč v severozahodni Italiji, od tega dve v Lombardiji. Pojem 'svete gore' najdemo tudi drugod po Evropi. Ta mesta so bila ustvarjena kot romarska središča s postavitvijo kapel v naravni krajini in so bila ohlapno oblikovana po vzoru topografije Jeruzalema. V Lombardiji Sacro Monte del Rosario di Varese in Sacro Monte della Beata Vergine del Soccorso, zgrajeni v začetku do sredine 17. stoletja, zaznamujeta arhitekturni prehod iz pozne renesanse v baročni slog.
Industrijsko delavsko naselje Crespi d'Adda je zgodovinsko mesto, ustanovljeno leta 1878 za nastanitev delavcev lokalne tekstilne tovarne. Na vrhuncu je v mestu živelo 3200 zaposlenih in njihovih družin.
Retijska železnica v kulturni krajini Albula / Bernina se večinoma nahaja v švicarskem kantonu Graubünden, sega pa tudi čez mejo do Tirana. Mesto je na seznamu zaradi zapletenega železniškega inženirstva (predori, viadukti in plazovne galerije), ki je potrebno za prevoz ozkotirne železnice čez glavno verigo Alp. Dve železniški progi sta bili med leti 1904 in 1910 odprti v več fazah.
 Beneški obrambni sistem med 15. in 17. stoletjem: Stato da Terra - zahod Stato da Mar je nadnacionalni sistem utrdb, ki jih je Beneška republika zgradila na svojih celinskih območjih (Stato da Terra) in njenih ozemljih, ki se raztezajo vzdolž jadranske obale (Stato da Mar). Sem spada tudi utrjeno mesto Bergamo.

### Muzeji
Lombardija vsebuje številne muzeje (več kot 330) različnih vrst (npr. etnografski, zgodovinski, tehnično-znanstveni, umetniški in naravoslovni), ki pričajo o zgodovinsko-kulturnem in umetniškem razvoju dežele. Med najbolj znanimi so Narodni muzej znanosti in tehnologije "Leonardo da Vinci" (Milano), Accademia Carrara (Bergamo), Mille Miglia, muzej Santa Giulia (oba v Brescii), tempelj Volta, vila Olmo (oba v Comu), muzej Stradivari (Cremona), palača Te (Mantova), muzej svete umetnosti rojstva, bazilika Santa Maria Assunta (oba v Gandinu) in kraljeva vila v Monzi (Monza).

### Druge znamenitosti
- Milanska stolnica
- Castello Sforzesco, Milano
- Bazilika svetega Ambroža, Milano
- La Scala, Milano
- Bazilika svetega Lovrenca, Milano
- Bazilika Sant'Eustorgio v Milanu
- Pinakoteka Brera, Milano
- Bellagio, Como
- Accademia Carrara, Bergamo
- Bazilika Marije Snežne in Cappella Colleoni, Bergamo
- Utrjeno beneško obzidje, Bergamo
- Rimski in Longobardski spomeniki v Brescii
- Nova stolnica, Brescia
- Castelseprio (arheološki park)
- Certosa di Pavia
- Stolnica v Comu in bazilika Sant'Abbondio, Como
- Stolnica v Cremoni in Torrazzo, Cremona
- Komsko jezero
- Gardsko jezero
- Jezero Iseo
- Tempio Civico della Beata Vergine Incoronata, Lodi
- Kraljeva vila, Monza
- Bazilika San Pietro in Ciel d'Oro in Bazilika San Michele Maggiore, Pavia
- Vila Toeplitz, Varese

## Pobratena mesta
- Nuevo León